# Ján Horecký

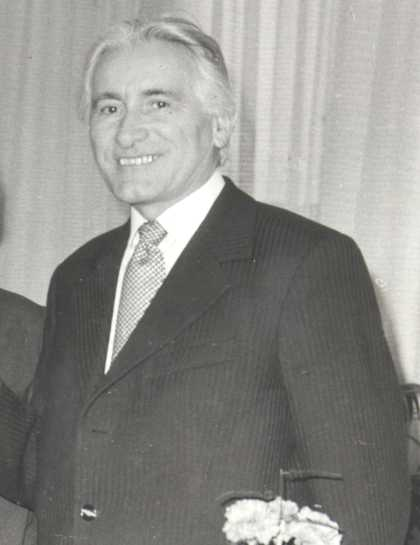
Ján Horecký

Ján Horecký (* 8. Januar 1920 in Stupava; † 11. August 2006 ebenda) war ein slowakischer Linguist mit speziellen Interessen für die allgemeine Linguistik, Semantik, Grammatik, Wortbildung, Stilistik, Sprachkultur, Phonologie und Latein.
Vom Jahre 1939 bis 1943 studierte er an der Karls-Universität in Prag slowakische und lateinische Sprache. Nach seinem  Universitätsabschluss in Prag im Jahre 1943 begann er in dem damaligen Institut für Linguistik der Slowakischen Akademie der Wissenschaften und Künste in Bratislava, Jazykovedný ústav Ľudovíta Štúra Slovenskej akadémie vied tätig zu werden. Seinen Magister absolvierte er in Bratislava im Jahre 1944; die Promotion erfolgte 1956. Seinen Dr. sc. erlangte er im Jahre 1964. Im Jahr 1968 erhielt er seine  Venia legendi.
Durch Initiative des Sprachwissenschaftlers Georg Friedrich Meier wirkte Horecký ab dem Jahre 1961 im Herausgeberkomitee der Zeitschrift für Phonetik, Sprachwissenschaft und Kommunikationsforschung aus dem Akademie-Verlag mit.
Ein Ehrentitel zum Doktor honoris causa wurde ihm im Jahre 1994 vom Wissenschaftlichen Rat der Pavol-Jozef-Šafárik-Universität in Košice – anlässlich des 35. Jahrestages der Hochschule – für seine Arbeiten auf dem Gebiet der allgemeinen Linguistik verliehen.

## Veröffentlichungen (Auswahl)
- mit Anna Rácová: Slovenská karpatská rómčina. Veda, vydavateľstvo SAV, 2000
- mit Adolf Jurkovič: Nemecko-slovenský energetický slovník. Nakl. Alfa, Bratislava 1970
- Kultúra slovenského slova. Martin, Osveta 1958.